# کلیسای جامع ارتدکس قبطی مرقس قدیس
کلیسای جامع ارتدکس قبطی مرقس قدیس (انگلیسی: Saint Mark's Coptic Orthodox Cathedral) کلیسای ارتدکس قبطی جامع در منطقه عباسیه کنار کلیسای پطرسی و توسط پطرس پاشا غالی در دهه شصت قرن گذشته ساخته شد، جایی که رئیس‌جمهور جمال عبدالناصر برای ساختن کلیسای جامع چند هزار جنیه اهدا کرد و در مراسم افتتاحیه آن به همراهی هایله سلاسی، امپراتور اتیوپی شرکت جست. در آن زمان پاپ اسکندریه و موعظه سنت مارک انبا کیرلس ششم بود که بعد از او پاپ شنگواد سوم انتخاب شد. کلیسای ارتدوکس قبطی مرقس مقر پاپ اسکندریه در قاهره است.

## مقر پاپ اسکندریه
کلیسای جامع قدیس مرقس قبطی ارتدوکس در قاهره مقر پاپ در مصر شد. هنگامی که پاپ مرقس هشتم رقم۱۰۸ (۱۷۹۶–۱۸۰۹م) تصمیم گرفت که این کلیسای بزرگ، کلیسای مرقسی بزرگ در ازبکستان بشود و در کنارش مقر پاپ که قبلاً کلیسای مریم عذرا پناهگاه ملوانان رومی بود.

## سرزمین انبارویس
در ۱۹۳۷، وزیر کشور، خواستار فتح سرزمین انبارویس شد، زیرا در اصل گورستان بود. دولت درخواست کرد که آن را به سرزمین کوهستان قرمز که آن را اهدا کرده بود منتقل کند، و سپس می‌خواست سرزمین اصلی را بخاطر گستردگی و اهمیت محل آن در اختیار بگیرد.

## طراحی
دو مهندس، عوض کامل و سلیم کمال فهمی، در مسابقه نقشه‌کشی و طراحی برنده شدند و طراحی سازه آن توسط میشل باخوم، معروف‌ترین مهندس سازه در مصر تهیه شد. شرکت سهامی عام نیل برای بتن مسلح – سیبکو – اقدام به ساخت بنای غول آسای کلیسای جامع کرد. کلیسای جامع به شکل یک صلیب طراحی شده‌است

## سنگ بنا
سنگ بنای آن در تاریخ ۲۴ ژوئیه ۱۹۶۵ با حضور رئیس‌جمهور جمال عبدالناصر بنا گذاشته شد.

## افتتاح کلیسای جامع
در ۲۵ ژوئن ۱۹۶۸، کلیسای جامع به‌طور رسمی در حضور رئیس‌جمهور جمال عبدالناصر، هایله ثلاثی، امپراتور اتیوپی و نمایندگان کلیساها گشوده شد.

## انفجار در کلیسا
حداقل ۲۳ نفر در روز یکشنبه، ۱۱ دسامبر ۲۰۱۶، در جریان یک انفجار در کلیسای جامع مرقسی، مقر پاپ ارتدکس قبطی در قاهره کشته شدند. مقامات امنیتی تأیید کردند که این انفجار بوسیله یک بمب ۱۲ کیلوگرمی TNT صورت گرفت.

## نگارخانه

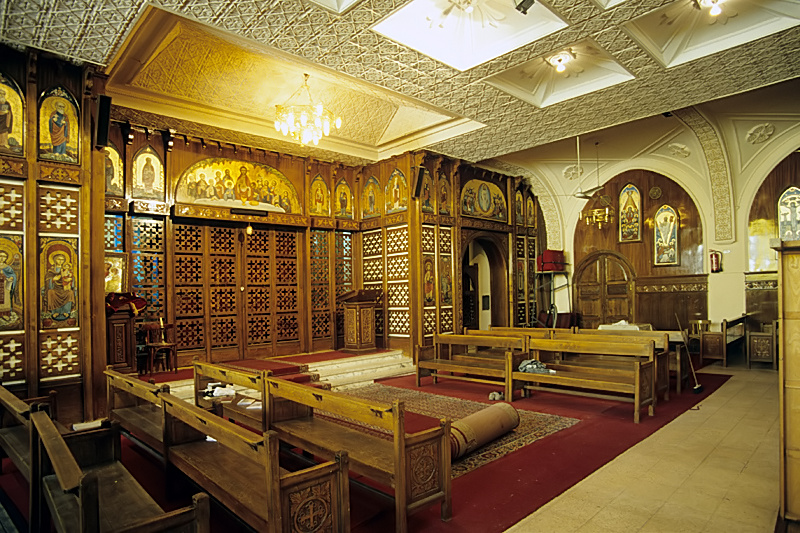
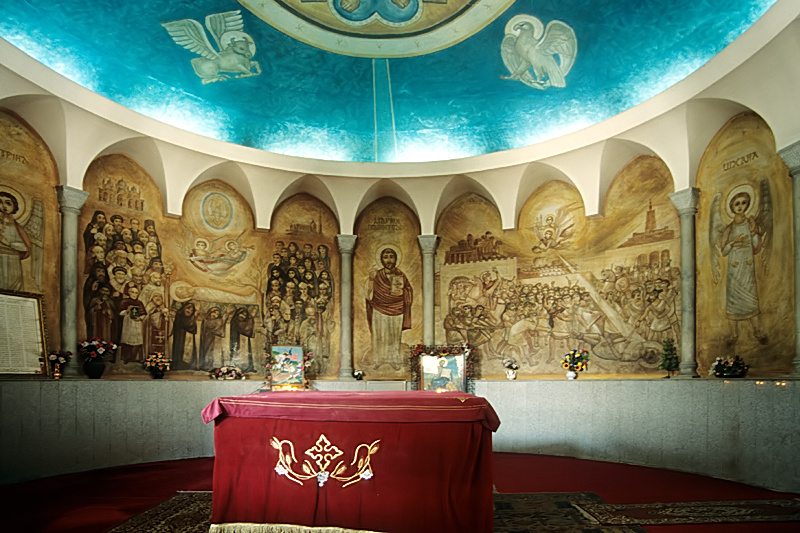
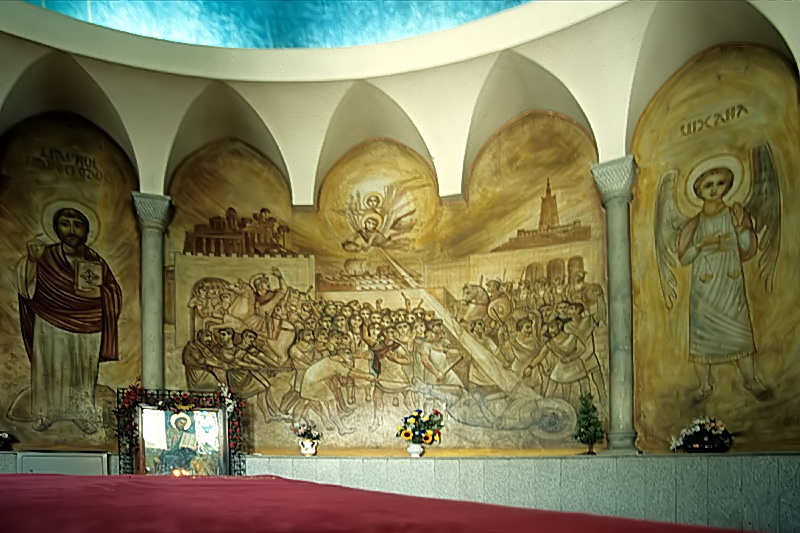
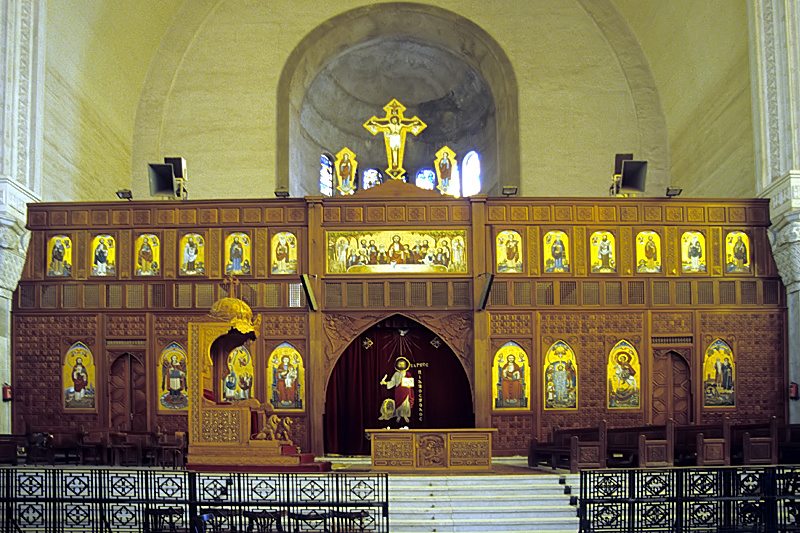
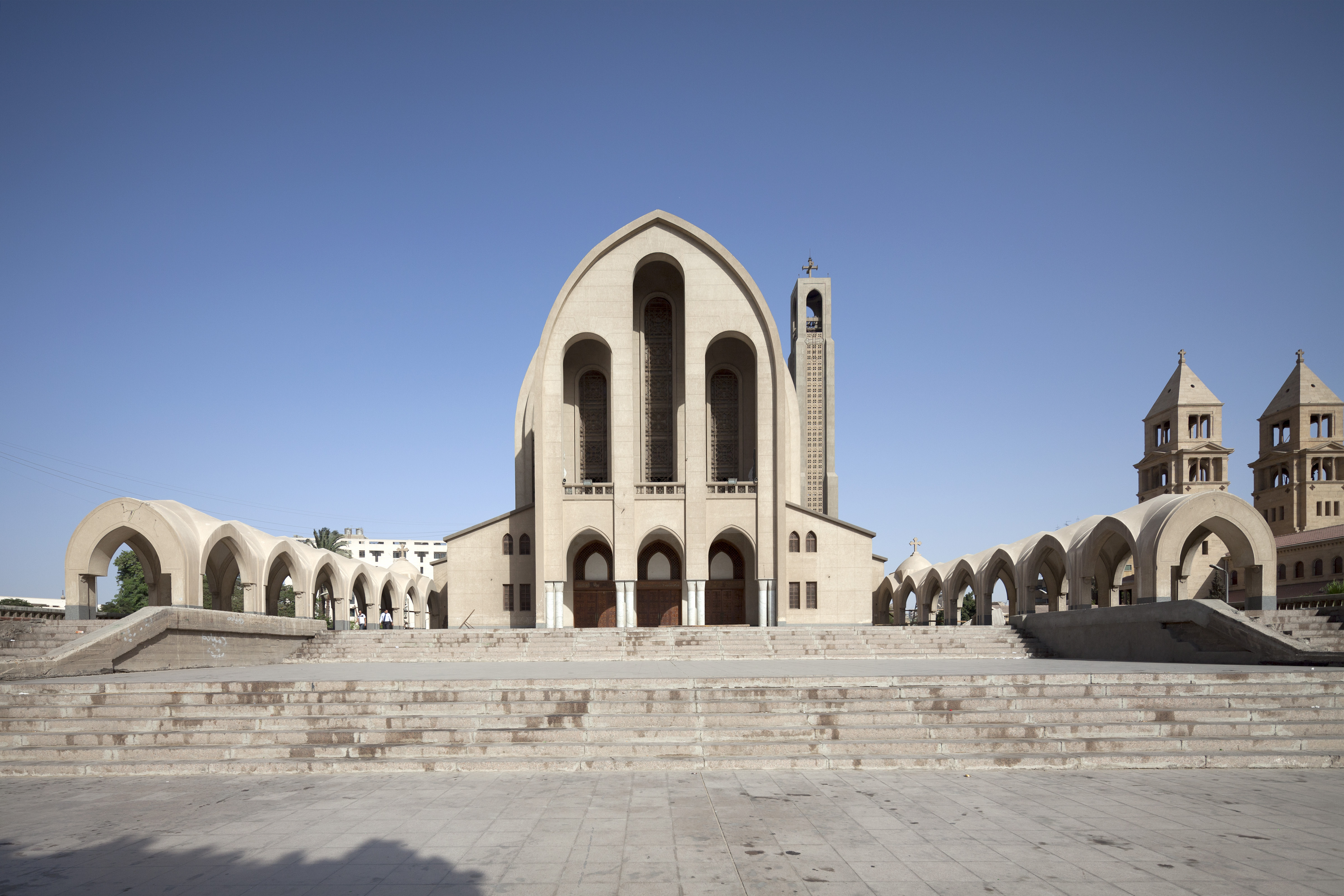
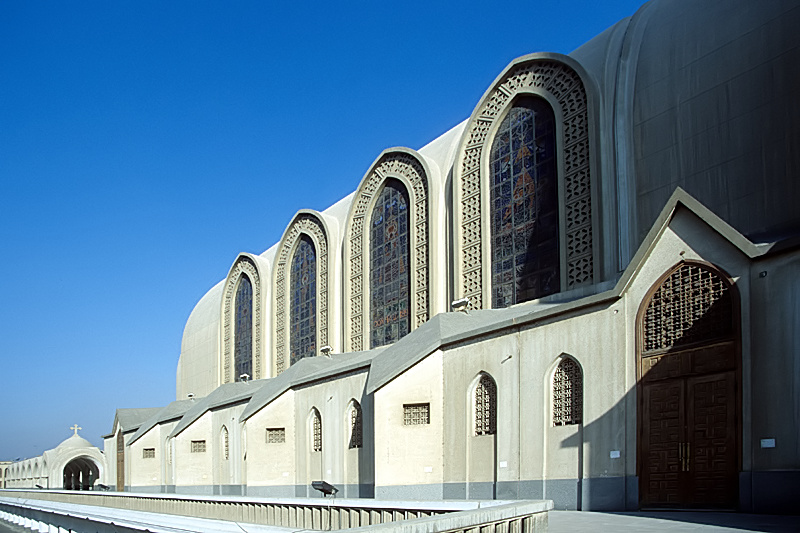
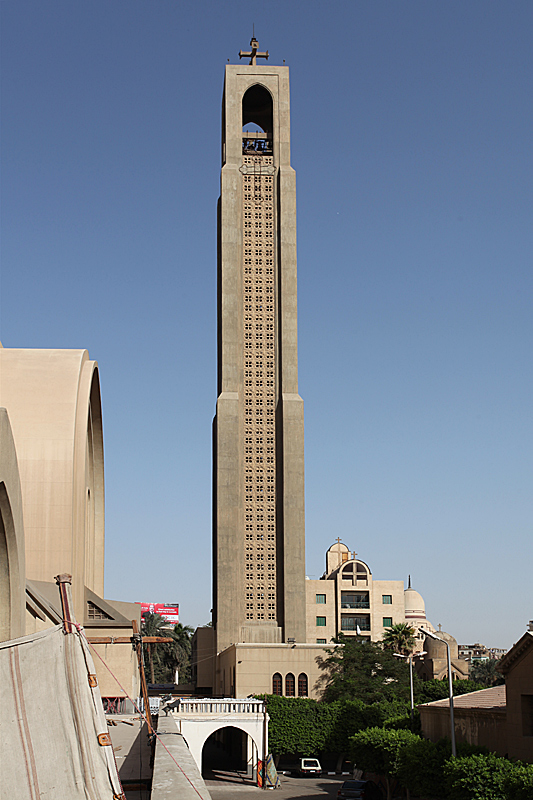
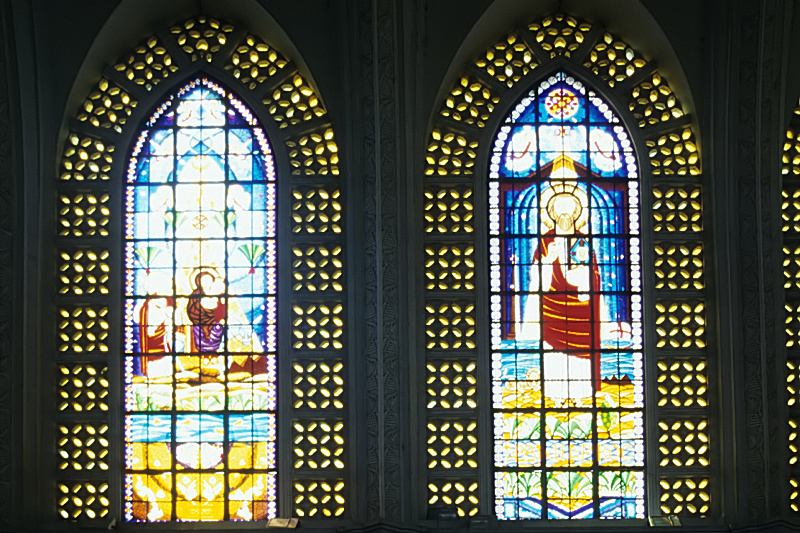
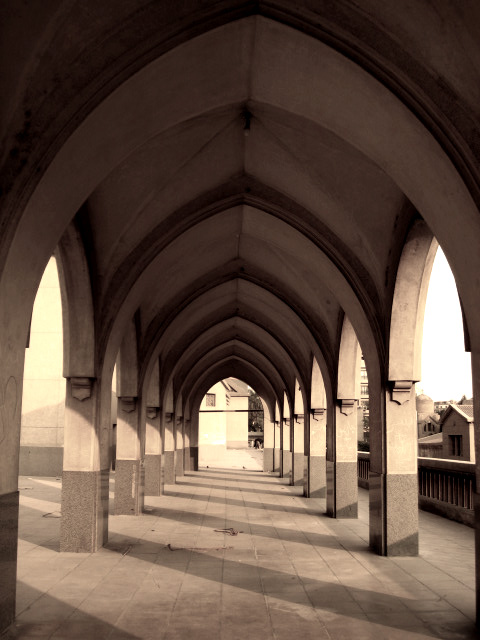
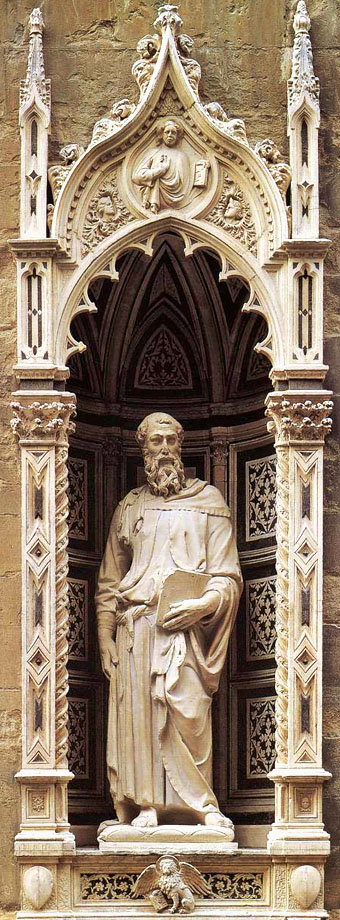